# Alfred Teinitzer
Alfred Teinitzer (29 de julho de 1929 – 2021) foi um futebolista austríaco.

## Carreira
Teinitzer atuou no Rapid Wien que venceu o campeonato nacional em 1951 e 1952. Competiu na Copa do Mundo FIFA de 1954, sediada na Suíça, na qual a seleção de seu país terminou na terceira colocação dentre os dezesseis participantes.

## Morte
Em 21 de abril de 2021, a Federação Austríaca de Futebol divulgou a morte de Teinitzer.